# Бастионная горка

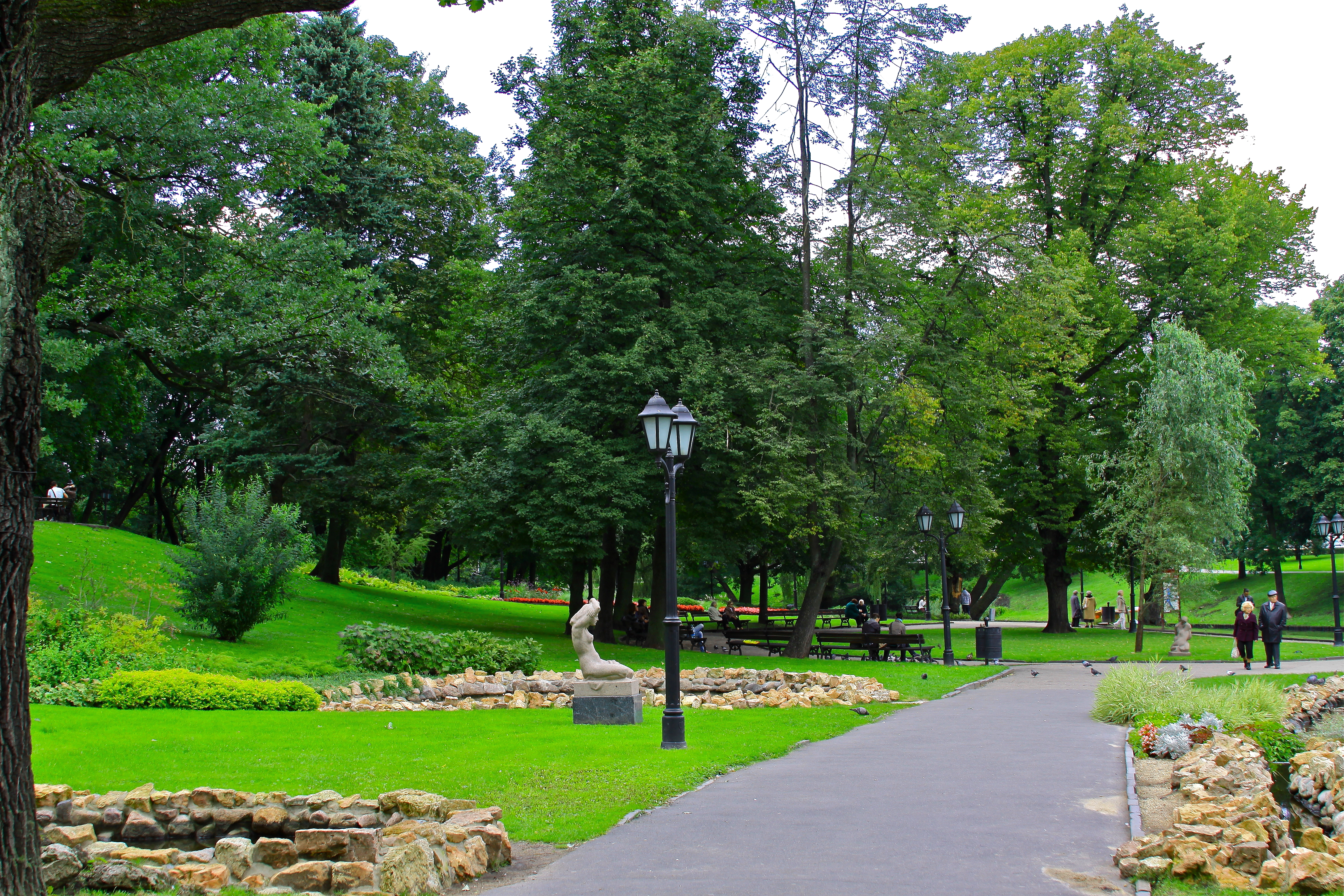
Вид со стороны бульвара Бривибас

Бастио́нная го́рка (латыш. Bastejkalns) — старинный насыпной холм, расположенный в центре Риги напротив Пороховой башни. Предваряет один из главных въездов в Старый город со стороны улицы Смилшу (Песчаной), по которой в средневековый период пролегал торговый путь до Пскова и Новгорода. Возвышается над территорией зелёных насаждений вдоль городского канала.

## История
В середине XIX века, после сноса крепостных защитных валов, освободился довольно большой участок городского пространства. В частности, цепь из 14 бастионов, окружавшая город, была срыта и на их месте впоследствии были построены примечательные общественные здания. Например, на месте Блинного бастиона (в немецкой традиции — бастиона Пфанкухен) академиком архитектуры Санкт-Петербургской Императорской Академии художеств Людвигом Бонштедтом было воздвигнуто здание Первого городского немецкого театра, ныне — Латвийская национальная опера. 
На месте Песчаного бастиона, располагавшегося как бы на пути Большой песчаной дороги, было решено создать декоративное насыпное возвышение, получившее впоследствии название Бастионная горка. Этот проект разработал живший в Любеке архитектор А. Вендт (Wendt), который в Ригу не приезжал, работая по картам. В 1859 году на вершине Бастионной горки были посажены деревья, а в 1860 был построен деревянный павильон, чтобы любоваться окрестностями. Павильон привлекал богатых домовладельцев, которые по рекомендациям лечащих врачей выходили на ежевечерний променад. При этом в числе их главных задач предприимчивые лекари называли выполнение следующего условия — подняться до означенного павильона на вершине холма. 
Однако исполненный на бумаге проект Вендта оказался нежизнеспособным. От подножья Бастинной горки наверх шёл крутой и прямой путь, который становился очень скользким зимой и размывался дождями летом. Осадками размывались и обрушивались берега канала. Поэтому, когда главный рижский садовник Г. Куфальдт увидел это в 1880 году, он решил уговорить городское начальство выделить средства на полную перепланировку и расширение парка.
Была изменена конфигурация дорожек параллельно каналу или в сторону Бастионной горки. В 1887 году, на месте павильона было воздвигнуто псевдоготическое Венское каменное кафе. Это кафе пользовалось популярностью рижан как во времена Российской империи, так и в независимой Латвии. Со временем оно превратилось в излюбленное место встреч парочек.
Вблизи от Бастионной горки в 1892 году через канал был проложен первый пешеходный мостик ( мостик Агте, прозванный ироничными журналистами «восьмым чудом света», поскольку фамилия инженера-строителя Адольфа Агте напоминает слово Acht, которое переводится с немецкого как «восемь»).
Георг Куфальдт при перепланировке зелёного пояса губернской столицы много внимания уделил созданию альпинария в 1898 году.  Тогда же на склонах Бастионной горки был устроен каскад, по которому стекал искусственный ручей. Согласно новому плану, на вершину горки можно было подняться уже с трёх сторон, по дорожкам с небольшими ступенями. Согласно решению Рижской думы, искусственный водопад работал только два часа в день с 15 мая до 15 сентября, средства на это покрывались за счёт газо- и водоснабжения.

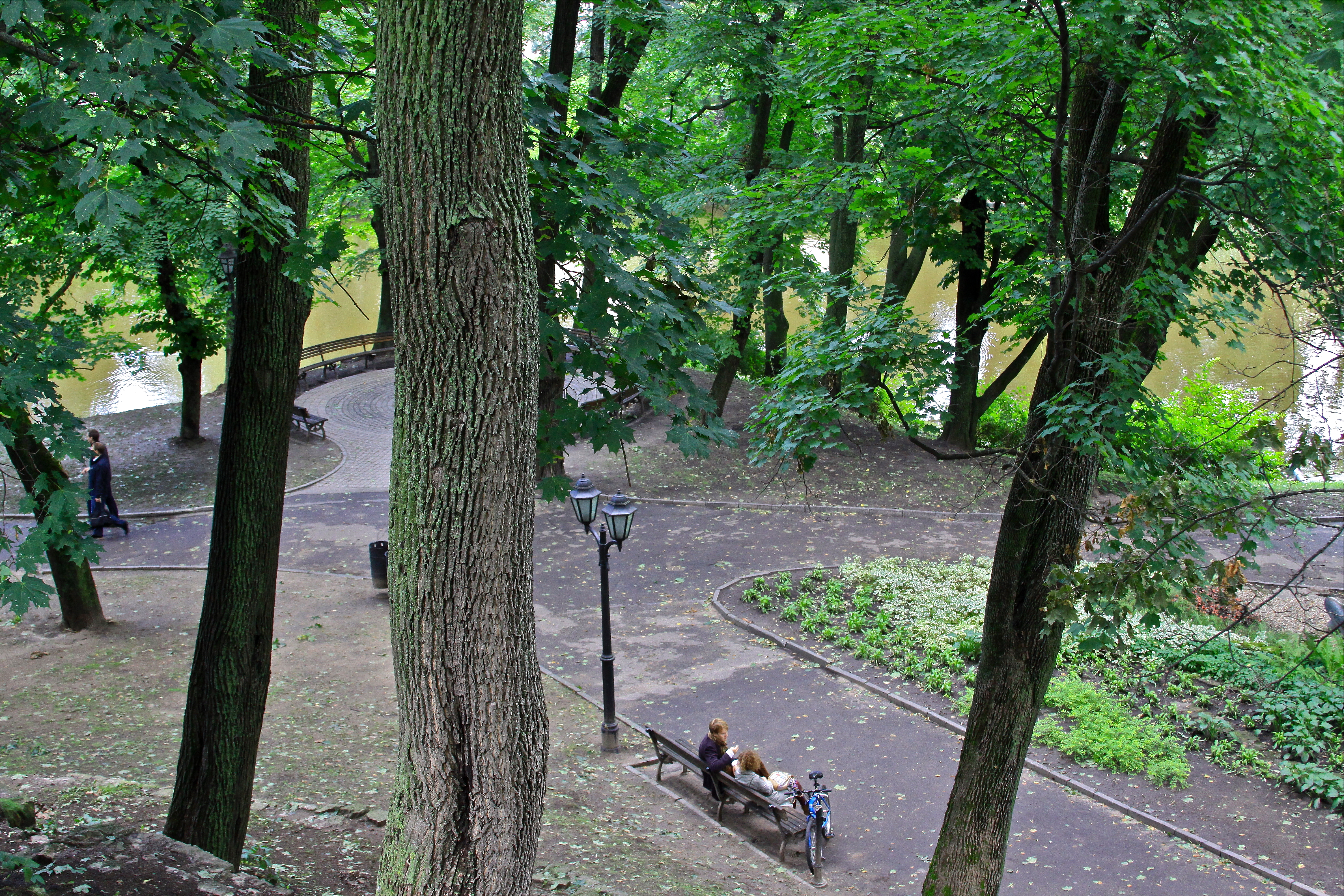
Вид с вершины холма

В 1920-е и 1930-е годы благоустройством Бастионной горки посчастливилось заняться другому известному мастеру ландшафтного дизайна Андрею Зейдаксу, который спроектировал и проложил ряд новых дорожек (а также изменил расположение прежних), создал ряд живописных уголков (как на территории зелёных насаждений, так и на самой Бастионной горке) и пополнил прилегающий участок несколькими многолетниками.
Кафе на возвышении было снесено в конце 1940-х годов, во многом из-за того, что деревья вокруг моллюсковидного комплекса Бастионной горки постепенно подрастали и в один прекрасный момент оказались выше кафе, что несколько затруднило осмотр живописной панорамы Старого города.
В 1951 году Рижским горисполкомом была инициирована новая реконструкция Бастионной горки, руководство которой осуществлял архитектор Янис Гинтерс. В первую очередь был реализован проект устройства опорных стенок — для этого было решено использовать фрагменты домов, уничтоженных в ходе боевых действий Великой Отечественной войны.

## Дендрологический материал
На берегах Городского канала, по данным на 1988 год, произрастает 110 иностранных и 19 местных пород деревьев и кустов — например, пурпурная яблоня (Malus x purpurea), золотолистный канадский тополь «Серотина Аурея» (Populus xcanadensis «Aurea»), магнолия кобус (Magnolia kobus), американский гимнокладус двудомный (Gymnocladus dioicus), серебристая липа (Tilia tomentosa), татарский клён (Acer tataricum), конский каштан незамеченный (Aesculus x neglecta), конский каштан желтый (Aesculus flava), липа крупнолистная (Tilia platyphyllos «Obliqua»), орех серый (Juglans cinerea), кизил европейский (Cornus mas), бобовник альпийский, или альпийский золотой дождь (Laburnum alpinum), divdaivu ginks (Ginkgo biloba), манчжурский орех (Juglans mandshurica), клён полевой (Acer campestre), липа крымская, или европейская (Tilia x euchlora), ясень плакучий обыкновенный (Fraxinus excelsior «Pendula»), ясень пенсильванский (Fraxinus pennsylvanica var. subintegerrima), боярышник точечный (Crataegus punctata), боярышник обыкновенный (Crataegus laevigata), тополь лавролистный (Populus laurifolia), граб обыкновенный (Carpinus betulus), ольха чёрная (Alnus glutinosa), тис ягодный (Taxus baccata) и т. д.